# Tatisli járás
A Tatisli járás (oroszul Татышлинский район, baskír nyelven Тәтешле районы) Oroszország egyik járása a Baskír Köztársaságban.

## Népesség
- 1970-ben 35 173 lakosa volt, melyből 21 607 baskír (81,4%), 4 409 tatár (12,5%).
- 1989-ben 26 042 lakosa volt, melyből 13 967 baskír (53,6%), 5 487 tatár (21,1%).
- 2002-ben 26 803 lakosa volt, melyből 18 770 baskír (70,03%), 5 738 udmurt, 1 465 tatár (5,47%), 413 orosz (1,54%), 330 mari.
- 2010-ben 25 159 lakosa volt, melyből 15 114 baskír (60,1%), 5 399 udmurt (21,5%), 3 754 tatár (14,9%), 467 orosz (1,9%), 316 ukrán, 8 mari, 6 csuvas, 1 fehérorosz, 1 mordvin.

| Lakosok száma | 37 325 | 35 237 | 26 042 | 24 618 | 25 159 | 24 797 | 24 152 | 23 215 | 22 703 | 21 718 |
|               | 1939   | 1970   | 1989   | 2008   | 2010   | 2012   | 2014   | 2016   | 2018   | 2021   |